# Tênis nos Jogos da Commonwealth
Tênis fez sua estreia nos Jogos da Commonwealth em 2010, em Deli, na Índia. O tênis não estava no programa em 2014 ou 2018.

## Edições
| Jogos | Ano  | Cidade sede | País anfitrião | Melhor nação  |
| ----- | ---- | ----------- | -------------- | ------------- |
| XIX   | 2010 | Délhi       | Índia          | AUS Austrália |